# Мандаљена
Мандаљена је насељено место у саставу општине Жупа дубровачка, Дубровачко-неретванска жупанија, Република Хрватска.

## Историја
До територијалне реорганизације у Хрватској налазила се у саставу старе општине Дубровник. Као самостално насељено место, Мандаљена постоји од пописа 2011. године. Настало је издвајањем дела насеља .

## Становништво
На попису становништва 2011. године, Мандаљена је имала 348 становника. За национални састав 1991. године, погледати под Дубровник.